# Melodi Grand Prix 2019
Der 57. Melodi Grand Prix fand am 2. März 2019 im Oslo Spektrum statt und diente dazu, den norwegischen Beitrag für den Eurovision Song Contest 2019 in Tel Aviv (Israel) zu finden. Ausstrahlender Sender war wie in jedem Jahr der Norsk Rikskringkasting NRK1. Die Band KEiiNO gewann den Wettbewerb mit ihrem Lied Spirit in the Sky. Sie erreichten den sechsten Platz im Finale in Tel Aviv und erzielten damit das beste norwegische Ergebnis seit 2013.

## Format

### Konzept
Am 31. Januar 2018 bestätigte die staatliche Rundfunkgesellschaft Norsk rikskringkasting (NRK) als erstes Land seine Teilnahme für den Eurovision Song Contest 2019.
Wie schon im Vorjahr, wird auch 2019 ein Finale mit drei Runden ausgetragen. Alle zehn Teilnehmer werden in der ersten Abstimmungsrunde durch 50 % internationales Juryvoting und durch 50 % Televoting bewertet. Die besten vier Teilnehmer mit den meisten Stimmen aus der ersten Runde treten danach in der zweiten Runde, dem sogenannten Goldfinale, noch einmal gegeneinander an. Hierbei bestimmen ausschließlich die Zuschauer die zwei Finalisten für das Goldduell. Der Sieger wird danach per Televoting bestimmt.

### Moderation
Am 6. Dezember 2018 gab NRK bekannt, dass die Moderation 2019 von Kåre Magnus Bergh und Heidi Ruud Ellingsen übernommen wird. Für Kåre Magnus Bergh war es das bereits fünfte Mal in Folge, dass er die Vorentscheidung moderiert. Heidi Ruud Ellingsen gab dabei ihr Debüt als Moderatorin des Melodi Grand Prix.

### Beitragswahl
Da das Fenster zum Einreichen von Beiträgen in Norwegen ständig offen ist, können jederzeit Beiträge bei NRK eingereicht werden. Das Fenster zum Einreichen von Beiträgen für 2019 schloss allerdings am 9. September 2018.
Am 10. September 2018 gab NRK dann bekannt, dass der Sender über 1000 Bewerbungen erhalten hat. Produzent und Musikdirektor des Melodi Grand Prix Stig Karlsen wählte aus diesen Bewerbungen vier Teilnehmer für den Vorentscheid aus. Sechs weitere Teilnehmer wurden von NRK direkt ausgewählt, am Wettbewerb teilzunehmen.

## Teilnehmer
Die Teilnehmer wurden am 25. Januar 2019 auf einer Pressekonferenz vorgestellt. Dabei wurden dann 15-sekündige Vorschauclips mit den Songs der Teilnehmer auf nrk.no/mgp eingestellt.

### Wiederkehrende Interpreten
Eine Reihe von Interpreten kehrten 2019 zum Wettbewerb zurück.
| Interpret                             | Vorheriges Teilnahmejahr |
| ------------------------------------- | ------------------------ |
| Alexandra Rotan (Mitglied von KEiiNO) | 2018                     |
| Carina Dahl                           | 2011 und 2013            |
| Erlend Bratland                       | 2015                     |
| Hank von Hell                         | 2013                     |
| Mørland                               | 2015 (Sieger)            |
| Tom Hugo (Mitglied von KEiiNO)        | 2013 und 2018            |

## Finale

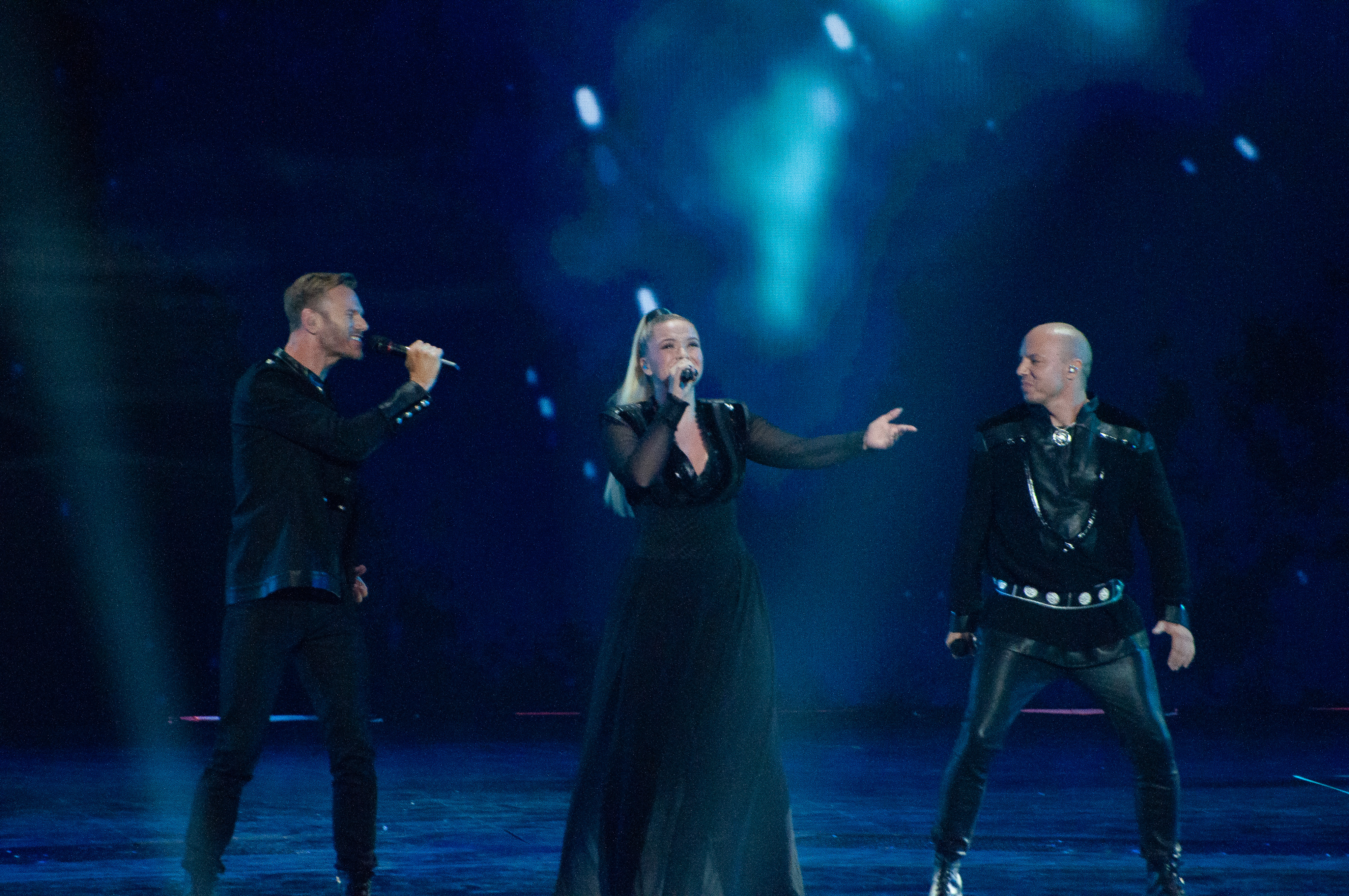
Die Gewinner der norwegischen Vorentscheidungen: KEiiNO

Das Finale fand am 2. März 2019 um 20:55 Uhr (MEZ) im Oslo Spektrum statt. Vier Teilnehmer qualifizierten sich für das Goldfinale, wovon sich zwei Teilnehmer für das Goldduell qualifizierten.
| Startnr. | Interpret         | Lied Musik (M) und Text (T) | Sprache    | Übersetzung (Inoffiziell)      |
| -------- | ----------------- | --- | ---------- | ------------------------------ |
| 01       | Chris Medina      | We Try M/T: Chris Medina, Jason Gill, Tormod Løkling, Julimar Santo                                                                 | Englisch   | Wir versuchen                  |
| 02       | D’Sound           | Mr. Unicorn M/T: Kim Ofstad, Jonny Sjo, Mirjam Johanne Omdal, Magnus Martinsen, Tormod Martinsen                                    | Englisch   | Mister Einhorn                 |
| 03       | Mørland           | En livredd mann M/T: Kjetil Mørland                                                                                                 | Norwegisch | Ein zu Tode erschrockener Mann |
| 04       | Anna-Lisa Kumoji  | Holla M/T: Ashley Hicklin, Jeroen Swinnen, Maria Broberg                                                                            | Englisch   | –                              |
| 05       | Erlend Bratland   | Sing For You M/T: Erlend Bratland, Arvid Solvang, Nils Egil Brandsæter                                                              | Englisch   | Singe für dich                 |
| 06       | Ingrid Berg Mehus | Feel M/T: Ingrid Berg Mehus, Bjørnar Hopland, Anthony Modebe                                                                        | Englisch   | Fühlen                         |
| 07       | Hank von Hell     | Fake It M/T: Hans Erik Dyvik Husby, Andreas Werling                                                                                 | Englisch   | Fälsche es                     |
| 08       | Carina Dahl       | Hold Me Down M/T: Ashley Hicklin, Jeroen Swinnen, Pele Loriano, Laurell Barker, Laura Groeseneken                                   | Englisch   | Halt mich fest                 |
| 09       | Adrian Jørgensen  | The Bubble M/T: Jonas McDonnell, Aleksander Walmann, Kjetil Mørland                                                                 | Englisch   | Die Blase                      |
| 10       | KEiiNO            | Spirit in the Sky M: Tom Hugo, Henrik Tala, Fred Buljo, Rüdiger Schramm; T: Alexander Olsson, Tom Hugo, Fred Buljo, Alexandra Rotan | Englisch   | Geist im Himmel                |

### Juryvoting
Zehn internationale Jurys gaben ihre Stimmen ab, wobei allerdings nur ihre zwölf Punkte den Zuschauern bekannt gemacht wurde. Die restlichen Punkte und Platzierungen wurden nicht bekanntgegeben. Das Ergebnis der Jury macht 50 % des Endergebnisses der ersten Runde aus.
| Startnr. | Lied              | IT      | GE       | ES      | DK       | PT       | CH      | MK             | IR     | HU     | IL     | Gesamt |
| --- | ----------------- | ------- | -------- | ------- | -------- | -------- | ------- | -------------- | ------ | ------ | ------ | ------ |
| 01 | We Try            |         |          |         |          |          |         |                |        |        |        | –      |
| 02 | Mr. Unicorn       |         | Georgien | Spanien |          |          |         | Nordmazedonien | Irland |        |        | 4      |
| 03 | En livredd mann   |         |          |         | Danemark |          |         |                |        |        |        | 1      |
| 04 | Holla             | Italien |          |         |          |          |         |                |        |        |        | 1      |
| 05 | Sing For You      |         |          |         |          |          |         |                |        |        |        | –      |
| 06 | Feel              |         |          |         |          |          |         |                |        |        |        | –      |
| 07 | Fake It           |         |          |         |          |          |         |                |        |        |        | –      |
| 08 | Hold Me Down      |         |          |         |          |          |         |                |        |        |        | –      |
| 09 | The Bubble        |         |          |         |          | Portugal | Schweiz |                |        | Ungarn |        | 3      |
| 10 | Spirit in the Sky |         |          |         |          |          |         |                |        |        | Israel | 1      |
| Jury-Punktesprecher und Mitglieder |                   |         |          |         |          |          |         |                |        |        |        |        |
| - – Nicola Caligiore, Silvia Gianatti, Saverio Perrino, Marta Cagnola, Eddy Anselmi - – Sopio Toroschelidse, Natia Mschwenieradse, Natia Uznadze, Nodiko Tatischwili, Roma Giorgadze - – Antonio Losada Vela, Monica Vázquez, Magi Torras, Rocio Torres, César Vallejo - – Mads Enggaard, Jonas Rasmussen, Kirsten Siggaard, Bryan Rice, Sandie Westh - – Isabel Roma, Sofia Serpa, Nuxo Espinheira, Beatriz Vilas Boas, Joana Brandão - – Reto Peritz, Rico Fischer Male, Nyssina Swerissen, Andy Prinz, Anita Fernandes - – Aleksandra Jovanovska, Avni Qahili, Andrijana Jovanovska, Jana Burčeska, Daniel Dann - – Zbyszek Zalinski, Aoife Barry, Paul G Sheridan, Ryan O’Shaughnessy, Neil Doherty - – Lőrinc Bubnó, Gábor Alfréd Fehérvári, Bogi Dallos, Attila Borcsik, Gabriella Csík - – Amit Wulff, Alon Amir, Linoy Bar Gefen, Yaniv Dorenbush, Aya Chayut, Merav Siman Tov |                   |         |          |         |          |          |         |                |        |        |        |        |

 Kandidat hat sich für das Goldduell qualifiziert.

### Goldfinale
| Platz | Startnr. | Interpret        | Lied Musik (M) und Text (T) | Zuschauerstimmen (SMS) | Zuschauerstimmen (SMS) |
| Platz | Startnr. | Interpret        | Lied Musik (M) und Text (T) | Stimmen                | %                      |
| ----- | -------- | ---------------- | --- | ---------------------- | ---------------------- |
| 1.    | 10       | KEiiNO           | Spirit in the Sky M: Tom Hugo, Henrik Tala, Fred Buljo, Rüdiger Schramm; T: Alexander Olsson, Tom Hugo, Fred Buljo, Alexandra Rotan | 98.324                 | 57,3 %                 |
| 2.    | 09       | Adrian Jørgensen | The Bubble M/T: Jonas McDonnell, Aleksander Walmann, Kjetil Mørland                                                                 | 55.794                 | 32,5 %                 |
| 3.    | 02       | D’Sound          | Mr. Unicorn M/T: Kim Ofstad, Jonny Sjo, Mirjam Johanne Omdal, Magnus Martinsen, Tormod Martinsen                                    | 11.123                 | 06,5 %                 |
| 4.    | 04       | Anna-Lisa Kumoji | Holla M/T: Ashley Hicklin, Jeroen Swinnen, Maria Broberg                                                                            | 06.718                 | 03,6 %                 |

### Goldduell
| Platz | Startnr. | Interpret        | Lied Musik (M) und Text (T) | Zuschauerstimmen | Zuschauerstimmen |
| Platz | Startnr. | Interpret        | Lied Musik (M) und Text (T) | Stimmen          | %                |
| ----- | -------- | ---------------- | --- | ---------------- | ---------------- |
| 1.    | 10       | KEiiNO           | Spirit in the Sky M: Tom Hugo, Henrik Tala, Fred Buljo, Rüdiger Schramm; T: Alexander Olsson, Tom Hugo, Fred Buljo, Alexandra Rotan | 231.937          | 58,8 %           |
| 2.    | 09       | Adrian Jørgensen | The Bubble M/T: Jonas McDonnell, Aleksander Walmann, Kjetil Mørland                                                                 | 162.608          | 41,2 %           |